# Malaltia tiroidal
Una malaltia de la tiroide és una malaltia que afecta la funció de la glàndula tiroide. La glàndula tiroide es troba a la part anterior del coll i produeix hormones tiroidals que viatgen a través de la sang per ajudar a regular molts altres òrgans, és a dir, que és un òrgan endocrí. Aquestes hormones normalment actuen al cos per regular l'ús d'energia i el desenvolupament infantil.
Hi ha cinc tipus generals de malalties de la tiroide, cadascun amb els seus propis símptomes. Una persona pot tenir un o diversos tipus diferents alhora. Els cinc grups són:
1. Hipotiroïdisme (funció baixa) causat per no tenir prou hormones tiroidals lliures[2]
2. Hipertiroïdisme (funció alta) causat per tenir massa hormones tiroidals lliures[2]
3. Anomalies estructurals, més comunament goll (augment de la glàndula tiroide)[2]
4. Tumors que poden ser benignes (no cancerosos) o cancerosos[2]
5. Proves de funció tiroidal anormals sense símptomes clínics (hipotiroïdisme subclínic o hipertiroïdisme subclínic).[2]

En alguns tipus, com la tiroïditis subaguda o la tiroïditis postpart, els símptomes poden desaparèixer al cap d'uns mesos i les proves de laboratori poden tornar a la normalitat. No obstant això, la majoria dels tipus de malalties de la tiroide no es resolen per si soles. Els símptomes hipotiroidals més habituals inclouen fatiga, baixa energia, augment de pes, incapacitat per tolerar el fred, ritme cardíac lent, pell seca i restrenyiment. Els símptomes comuns d'hipertiroïdisme inclouen irritabilitat, ansietat, pèrdua de pes, batecs ràpids del cor, incapacitat de tolerar la calor, diarrea i augment de la tiroide. Les anomalies estructurals poden no produir símptomes, però algunes persones poden presentar símptomes hipertiroidals o hipotiroidals relacionats amb l'anomalia estructural o notar inflamació del coll. Poques vegades els golls poden causar compressió de les vies respiratòries, compressió dels vasos del coll o dificultat per empassar. Els tumors, sovint anomenats nòduls tiroidals, també poden presentar molts símptomes que van des de l'hipertiroïdisme a l'hipotiroïdisme fins a la inflamació del coll i la compressió de les estructures del coll.
El diagnòstic comença amb un historial i un examen físic. El cribratge de la malaltia de la tiroide en pacients sense símptomes és un tema debatut, tot i que es practica habitualment als Estats Units. Si se sospita que hi ha una disfunció de la tiroide, les proves de laboratori poden ajudar a recolzar o descartar malalties de la tiroide. Les proves de sang inicials sovint inclouen l'hormona estimulant de la tiroide (TSH) i la tiroxina lliure (T4). Els nivells de triiodotironina lliure i total (T3) són menys utilitzats. Si se sospita una malaltia autoimmunitària de la tiroide, també es poden obtenir anàlisis de sang que busquen autoanticossos antitiroidals. També es poden utilitzar procediments com ara ecografia, biòpsia i un estudi d'exploració i captació de radioiode per ajudar al diagnòstic, sobretot si se sospita d'un nòdul.
Les malalties de la tiroide són molt freqüents a tot el món, i el tractament varia en funció del trastorn. La levotiroxina és el pilar principal del tractament per a persones amb hipotiroïdisme, mentre que les persones amb hipertiroïdisme causat per la malaltia de Graves es poden controlar amb teràpia amb iode, medicaments antitiroidals o eliminació quirúrgica de la glàndula tiroide. També es pot realitzar cirurgia tiroidal per eliminar un nòdul tiroidal o reduir la mida d'un goll si obstrueix les estructures properes o per motius estètics.